# Šport u 1982.
◄◄ | ◄ | 1979. | 1980. | 1981. | 1982.  | 1983. | 1984. | 1985. | ► | ►►
Arhitektura • Astronautika • Astronomija • Biologija • Film • Fotografija • Glazba • Kazalište • Kemija • Kiparstvo • Knjige • Književnost • Kršćanstvo • Meteorologija • Medicina • Planinarstvo • Politika • Pravo • Promet • Slikarstvo • Strip • Šport • Televizija • Znanost • Zrakoplovstvo • Željeznički promet
Šport u 1982.

## Svijet

### Natjecanja

#### Svjetska natjecanja
- Od 22. veljače do 7. ožujka – Svjetsko prvenstvo u rukometu u SR Njemačkoj: prvak SSSR
- Od 13. lipnja do 11. srpnja – Svjetsko prvenstvo u nogometu u Španjolskoj: prvak Italija
- Od 26. srpnja do 7. kolovoza – Svjetsko prvenstvo u vaterpolu u Guayaquilu u Ekvadoru: prvak SSSR
- Od 15. do 28. kolovoza – Svjetsko prvenstvo u košarci u Kolumbiji: prvak Jugoslavija
- Od 2. do 13. prosinca – Svjetsko prvenstvo u rukometu za žene u Mađarskoj: prvak SSSR

## Hrvatska i u Hrvata

### Ostali događaji
- Obnovljeno održavanje Istarskog rallyja.[1]

### Smrti
- 11. siječnja – Peroslav Ferković, hrvatski atletičar (* 1903.)

## Vanjske poveznice
|  | Zajednički poslužitelj ima još gradiva o temi Šport u 1982. |